# Oni byli pervymi
Oni byli pervymi (russisk: Они были первыми, dansk: De var de første) er en sovjetisk spillefilm fra 1956 produceret af Gorkij Film Studio og instrueret af Jurij Jegorov. Filmen er løst baseret på et skuespil af Josef Printsev.
Filmen beskriver de første Komsomolmedlemmer i Petrograd, der i 1918 forsvarede revolutionen og sovjetternes magt. 
Filmen havde premiere i Sovjetunionen den 15. maj 1956.

## Handling
Filmen foregår i 1918 i Petrograd. Fjenden er ved at slå ring om den revolutionære by. Kampen mod sovjetmagtens fjender pågår ikke kun i byens udkant, men også på de indre linjer. I denne for revolutionen svære tid dannes komsomolenheder i byens arbejderkvarterer på foranledning af det bolsjevikiske parti. De første unge arbejdere slutter sig til ungdommens kommunistiske liga. I dage med intense kampe går de unge patrioter sammen med arbejdergardens afdelinger af for at forsvare Petrograd. 

## Medvirkende
- Georgij Jumatov som Stepan Barabasj
- Liliana Aljosjnikova som Glasja
- Mark Bernes som Rodionov
- Mikhail Uljanov som Aleksej Kolyvanov
- Mikhail Derzjavin som Jevgenij Gorovskoj